# Caldera de los Marteles
La caldera de los Marteles es una caldera volcánica de Gran Canaria (Canarias, España). Se encuentra en la parte oriental de la cumbre de la isla, delimitada por los municipios de Valsequillo, San Bartolomé de Tirajana, Santa Lucía de Tirajana, Ingenio, Agüimes y Telde, y abarca una superficie de 3568,7 ha. Este espacio fue declarado reserva natural especial el 16 de noviembre de 1994.
Por el oeste linda con el paisaje protegido de Las Cumbres y con el parque rural del Nublo, mientras que por el este linda con el paisaje protegido de Lomo Magullo y con el monumento natural del Barranco de Guayadeque.

## Geología
En la reserva se observan lavas fonolíticas y mantos de ignimbritas del primer ciclo volcánico de la isla, junto a materiales del ciclo Roque Nublo. Este apilamiento de materiales es atravesado por la inyección de chimeneas volcánicas de fonolitas. También son frecuentes los diques en el entorno de la caldera y en el macizo del Mocanal. Del ciclo post-Roque Nublo, destaca la alineación formada por esta caldera, La Calderilla y otros conos situados al sureste de los mismos, donde el agua ha tenido un protagonismo esencial en su formación.
De gran belleza, con algunos elementos geomorfológicos destacados, como la caldera de los Marteles o el roque Blanco, entre otros.

## Vegetación
En este espacio, declarado como ZEC,  destacan las formaciones de pinares de repoblación, cuya especie utilizada es el pino canario (Pinus canariensis), aunque también especies foráneas como Pinus halepensis, Pinus radiata y Pinus pinea. Abundan los matorrales de leguminosas como la retama amarilla (Teline microphylla) y en algunas zonas se hace notar la presencia de escobones (Cytisus proliferus). Estas formaciones se encuentran a menudo acompañadas del alhelí montuno (Erysimum scoparium), tomillos, la salvia blanca (Sideritis dasignaphala) y la magarza de cumbres (Argyranthemum adauctum). En cuanto a los pastizales, destaca como especie predominante la Poa pitardiana, endémica de Gran Canaria, y una de las pocas especies conocidas de gramíneas endémicas del archipiélago canario.  

En las laderas del curso medio del barranco de los Cernícalos se localiza una magnífica comunidad de acebuchal (Olea europaea), que es la mejor conservada y de mayor superficie de la isla de Gran Canaria y probablemente una de las mejores del archipiélago canario. Esta formación arbórea está acompañada por una especie arbustiva, la retama blanca (Retama monosperma), que domina en los sectores más desarbolados del tramo inferior del barranco. En el estrato subarbóreo destaca la presencia de la malva de risco (Lavatera acerifolia), ejemplares aislados de peralillo (Maytenus canariensis); orobal (Withania aristata) y de un único ejemplar de sabina (Juniperus turbinata canariensis), en el margen derecho del barranco. 

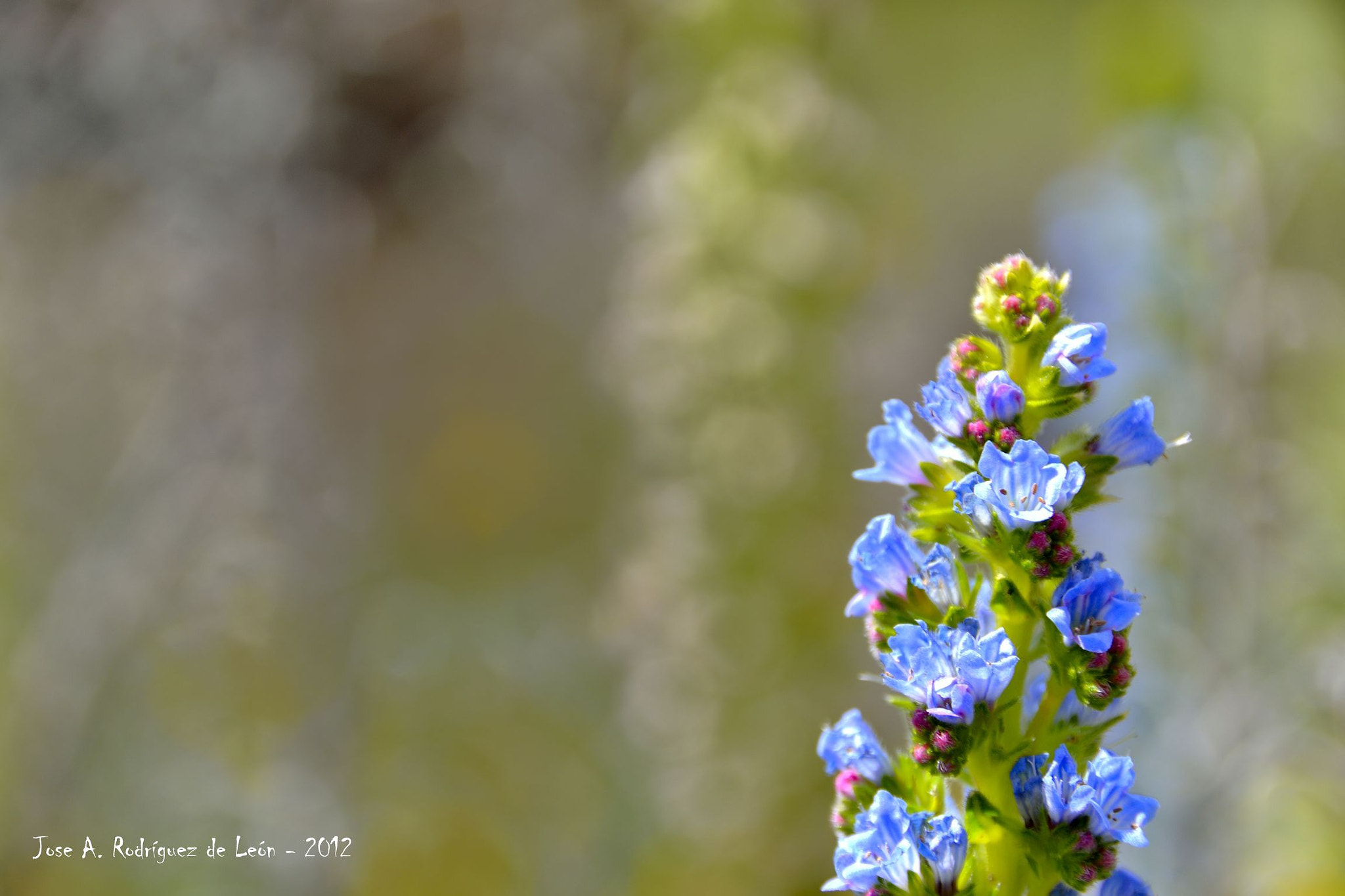
Tajinaste azul (Echium callithyrsum)

En estratos vegetales inferiores es frecuente encontrar el tajinaste azul (Echium callithyrsum), el bicácaro (Canarina canariensis) y la tacarontilla (Dracunculus canariensis). En ambientes rupícolas se localizan ejemplares aislados de elementos arbóreos característicos de las zonas de transición entre el monteverde y el bosque termófilo, caso del peralillo, el mocán (Visnea mocanera); el aderno (Heberdenia excelsa), y el barbusano, (Apollonias barbujana). 
En las laderas del tramo alto del barranco de Guayadeque cabe mencionar la presencia de la planta mosquera (Globularia salicina). Además, en la zona de los riscos de Tirajana, que limitan el sur de la reserva, destaca la presencia de dos endemismos exclusivos de este entorno: la bencomia de Tirajana (Bencomia brachystachya) y mosquera de Tirajana o lengua de pájaro (Globularia sarcophylla), así como la presencia de una magnífica población de un tipo de arbusto conocido como "cordón de plata" (Tanacetum ptarmaciflorum).

## Fauna

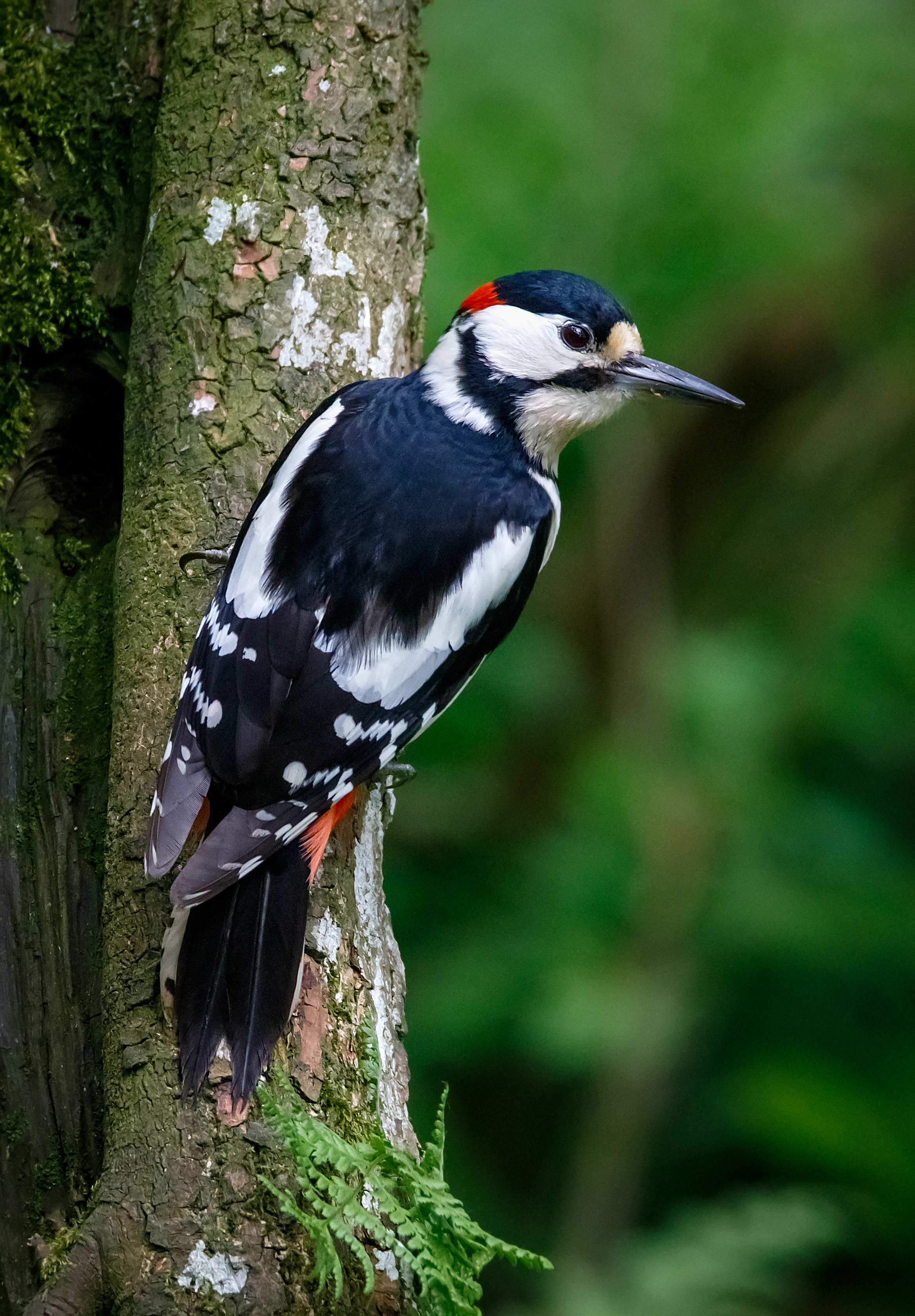
Pica pinos (Dendrocopos major)

La fauna vertebrada presente en la reserva comparte, en su mayoría, las mismas características que las existentes en las áreas de medianías y cumbres de la isla. De la fauna vertebrada, es de destacar el interés que suponen los ámbitos rupícolas, existentes en la reserva, como lugares de posible nidificación y refugio de rapaces, como el Halcón tagorote (Falco pelegrinoides), el cuervo canario (Corvus corax canariensis)  y otras aves como el Vencejo unicolor (Apus unicolor), el Gorrión moruno (Passer hispaniolensis), la Alpispa (Motacilla cinerea canariensis), la Calandra canaria (Calandrella rufescens rufescens) y el Jilguero (Carduelis carduelis parva). Es frecuente observar en el espacio bandadas muy numerosas de paseriformes como, el canario (Serinus canarius), el Pico picapinos (Dendrocopos major thanneri) y el pájaro pinto (Carduelis carduelis parva), a esta última, en determinadas circunstancias, se la puede observar alimentándose con semillas de Onopordom. En áreas de bosques o matorrales se puede ver esporádicamente al petirrojo (Erithacus rubecula) y al herrerillo (Parus caeruleus).

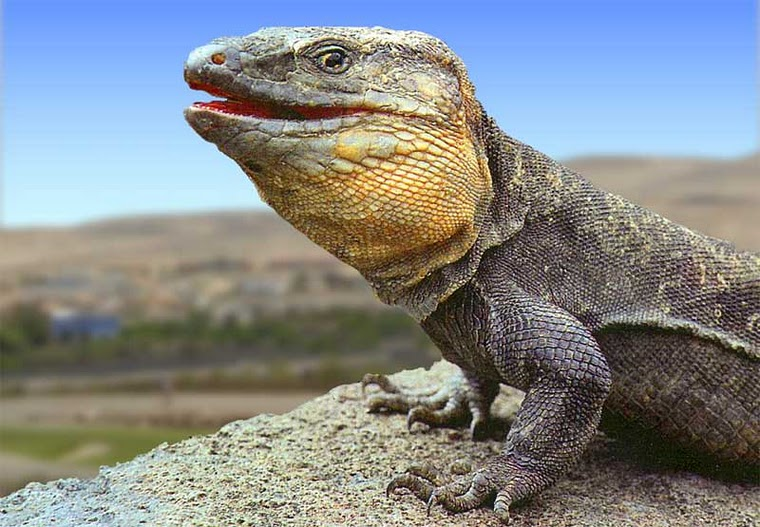
Lagarto gigante de Gran Canaria (Gallotia Stehlini)

En cuanto a los reptiles y anfibios presentes en este espacio, destacan el lagarto gigante de Gran Canaria (Gallotia sthellini), la lisa (Chalcides sexlineatus), el perinquén de Boettger (Tarentola boetgeri) y los anfibios ranita meridional (Hyla merydionalis) y la rana común (Rana perezi). En lo referente a los mamíferos es importante reseñar, la posible presencia de murciélagos, musarañas y erizos morunos.
En cuanto a la fauna invertebrada, se encuentra la especie común perteneciente al filo de los moluscos como la babosa común (Lehmannia valentiana) y las endémicas de Gran Canaria Plutonia tamaranensis y Hemicycla ethelema. Dentro del grupo de los artrópodos endémicos de la isla destacan el isópodo Porcellio strinatti, (que se encuentra en fase de estudio) y los arácnidos Pholcus multidentatus, Oecobius pseudodepressus y Mesiotelus grancanariensis.

## Galería

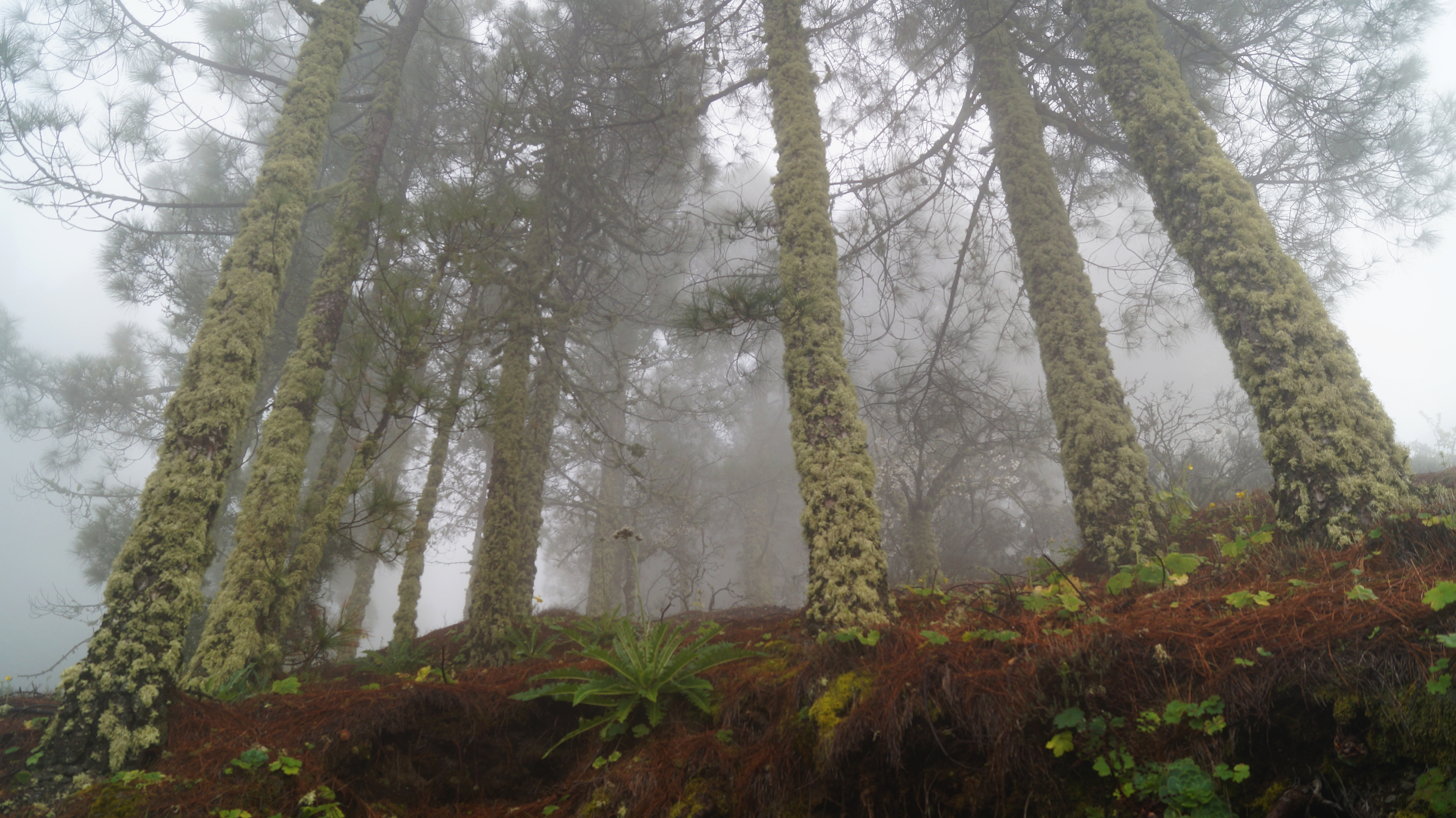
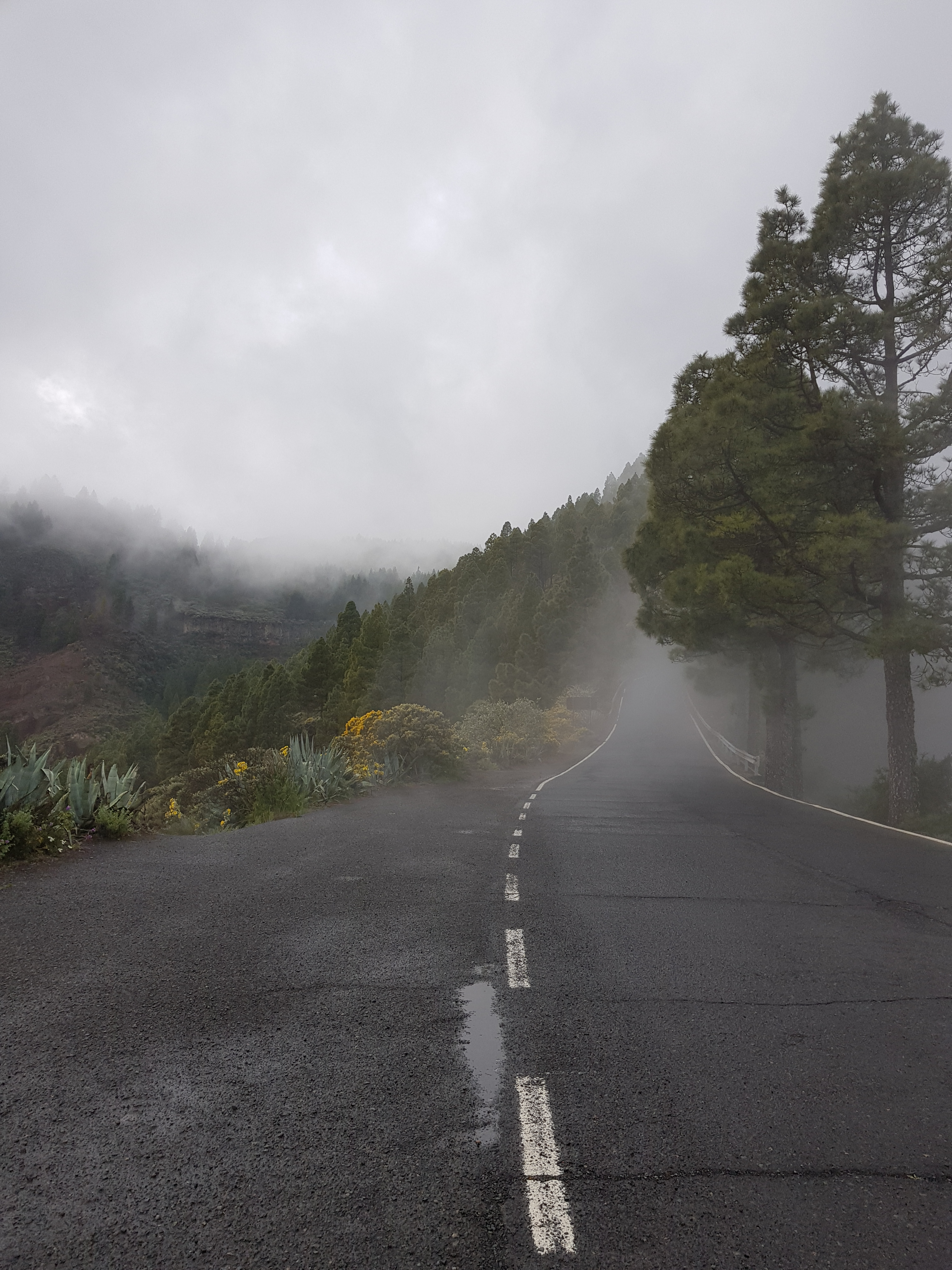
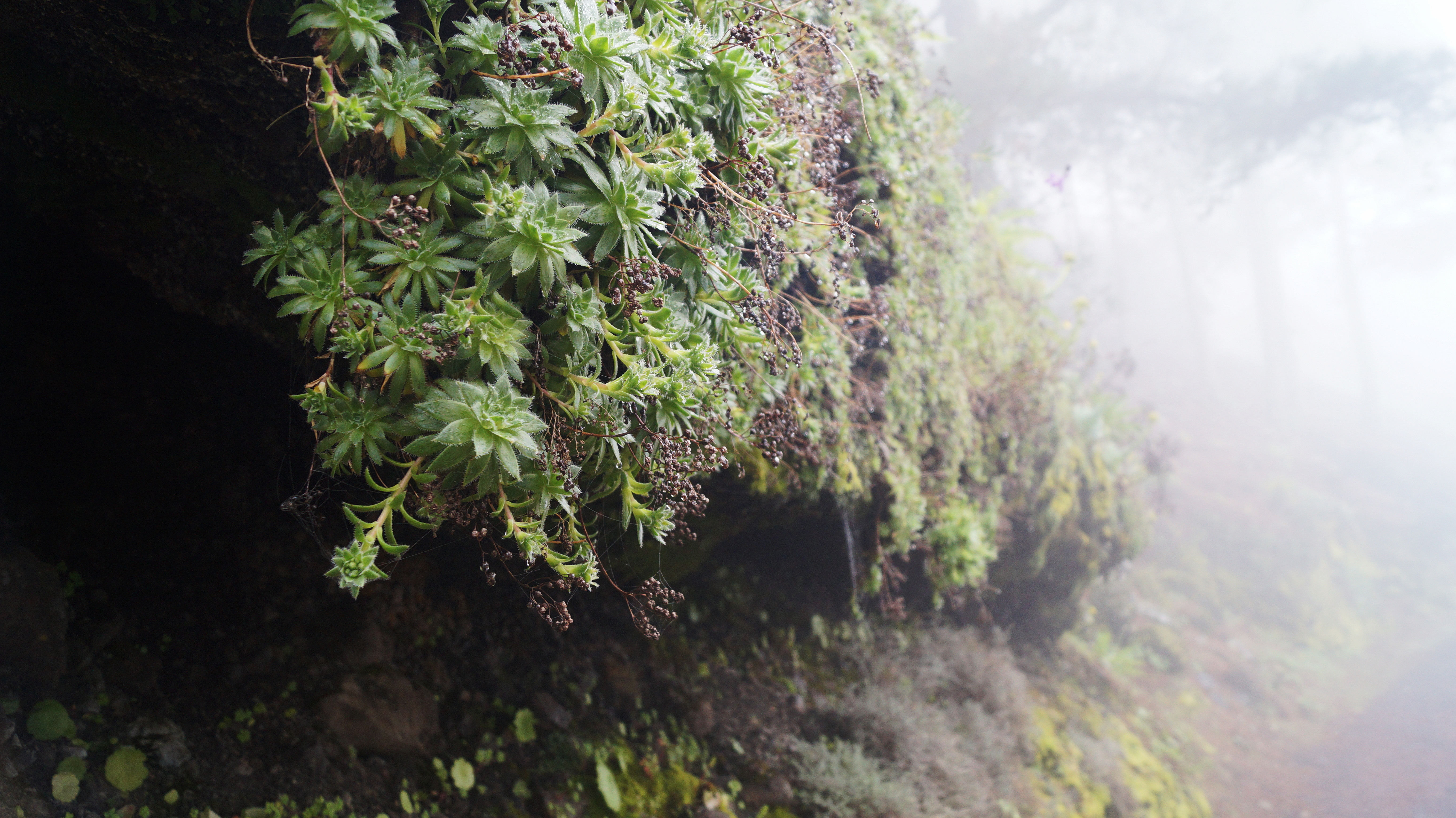
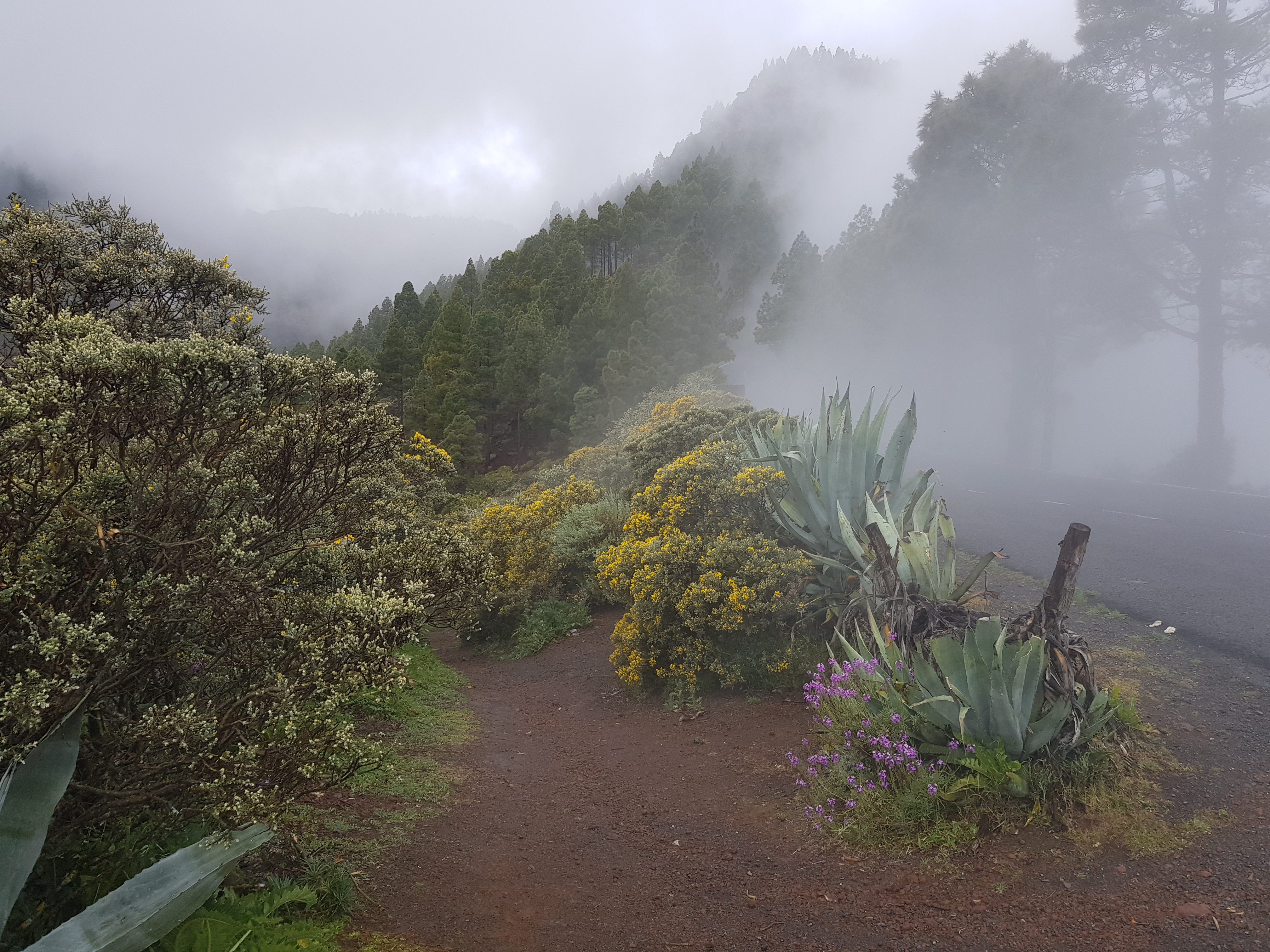